# 斯蒂芬 (明尼蘇達州)
斯蒂芬（英語：Stephen）是一個位於美國明尼蘇達州馬歇爾縣的城市。

## 人口
根據2020年美國人口普查的數據，斯蒂芬的面積為2.04平方千米，皆為陸地。當地共有人口592人，而人口密度為每平方千米290人。